# ۹۶۱ (قمری)
۹۶۱ (قمری)، نهصد و شصت و یکمین سال در گاهشماری هجری قمری است. اول محرم این سال برابر با هفدهم دسامبر سال ۱۵۵۳ میلادی است.